# Zuordnungstafel
Eine Zuordnungstafel ist in Deutschland ein optisches Eisenbahnsignal der Gruppe Nebensignale. Im Geltungsbereich der ehemaligen Deutschen Reichsbahn (DV 301) trägt es zusätzlich die Kurzbezeichnung So 20.
Das Signal zeigt ein weißes Dreieck auf einer schwarzen Rechtecktafel. Signale, die durch die Zuordnungstafel gekennzeichnet sind, gelten für das Gleis, auf das die Spitze des Dreiecks weist. Wenn die Signale für beide Gleise gültig sein sollen, werden sie durch zwei Zuordnungstafeln gekennzeichnet.

## Verwendung
Die Zuordnungstafel kann in Verbindung mit folgenden Signalen verwendet werden:
- Signal Ts 1 (Halt für zurückkehrende Schiebelokomotiven und Sperrfahrten),
- Langsamfahrsignale Lf 1, Lf 2, Lf 3, Lf 4, Lf 5, Lf 6 und Lf 7,
- Fahrleitungssignale El 1v, El 1, El 2, El 3, El 4 und El 5,
- Nebensignale Ne 1, Ne 2, Ne 3, Ne 4, Ne 5 und Ne 7,
- Bahnübergangssignale Bü 0/1, Bü 4 und Bü 5,
- Bahnübergangssignale Bü 2 und Bü 3 (DS 301, Geltungsbereich der ehemaligen Deutschen Bundesbahn),
- Nebensignale So 1, So 14, So 15 und So 19 (DV 301),
- Bahnübergangssignal Pf 2 (DV 301).